# 焦尔塔加河
焦尔塔加河，原名迪丘河（Dichu river），是南亚的一条国际河流。河流全长192（119英里），发源于喜马拉雅山脉东部的锡金邦，流经不丹与印度数个邦，在拉尔莫尼哈德县注入多尔拉河。该河流流经数个国家边界，只有一小段位于孟加拉国。